# Francisco de Assis e Oliveira Borges
Francisco de Assis e Oliveira Borges, primeiro e único barão e visconde de Guaratinguetá (Guaratinguetá, 25 de março de 1806 — São Paulo, 19 de abril de 1879) foi um comerciante, cafeicultor e poderoso político brasileiro pelo Partido Conservador.

## Biografia
Filho de Inácio Joaquim Monteiro e da catarinense Ana Joaquina do Amor Divino, radicados em Guaratinguetá onde eles tiveram muitos filhos.
Segundo seu biógrafo Carlos Eugênio Marcondes de Moura, referido na bibliografia, foi batizado no dia em que nasceu - 25 de março de 1806 - o que ocorria quando o nascituro parecia estar em risco de vida.
Era descendente de Simão Borges Cerqueira, português, bandeirante de renome. Estudou as primeiras letras na Aula Régia lecionada pelo padre Manuel Joaquim de Oliveira. Além das disciplinas normais, deve ter estudado latim por pretender tomar ordens sacerdotais. Aprendeu, também, rudimentos de música, conforme depoimento de uma de suas filhas.
As netas do Visconde, Ana Guilhermina e Maria Guilhermina, casaram-se com seus primos-irmãos Francisco de Paula Rodrigues Alves, futuro Presidente da República e o seu irmão, que seria mais tarde o Conselheiro de República, Virgílio Rodrigues Alves.

### Trabalho e Casamento
Muito cedo Francisco de Assis precisou trabalhar. Vendia na feira o produto colhido na chácara que o pai possuía nos arredores da vila. Também aprendeu a pintar sob orientação paterna. Assim, aos dezesseis anos, foi chamado a Lorena para restaurar a capela do sítio da viuvinha, de quinze anos de idade, Ana Silvéria Umbelina do Espírito Santo. Tinha ela sido casada com um próspero comerciante que fora barbaramente assassinado. Antes de terminado o trabalho, os dois jovens já estavam apaixonados e logo ajustaram casamento, realizado em novembro de 1826. Francisco de Assis abriu um armazém, onde se vendia de tudo, no bairro da Capela, ou seja, na atual cidade de Aparecida. O local foi muito bem escolhido, pois já naquela época a afluência de romeiros era grande. Assim, o novo comerciante progrediu com rapidez.

### Crescimento do Patrimônio
Em 1829 Borges já é proprietário de terras e de nove escravos que colhiam trinta arrobas de café. Nessa época recebeu a patente de alferes das ordenanças o que lhe conferia, na ausência de um capitão, suprema autoridade militar sobre o bairro da Capela. No mesmo ano foi nomeado pela câmara de Guaratinguetá fiscal dos caminhos e responsável pela sua conservação. Segundo o censo de 1836 já era dono de treze escravos e sete escravas que colhiam setecentas arrobas de café. Com a renda da terra e do comércio era considerado um dos mais afortunados moradores da Capela.
Vai diversificando suas atividades comerciais: abre uma nova loja na estrada que segue para São Paulo a fim de atender viajantes e tropeiros; empresta dinheiro; compra, vende e revende bestas que vai buscar em Sorocaba, necessárias para o transporte do café para o embarque no litoral. Esse comércio com animais seria dos mais lucrativos, dando origem a uma sociedade de Assis Borges com um de seus genros Francisco José Monteiro. E a medida que os negócios prosperam terras e mais terras vão sendo adquiridas e as lavouras de café se espalham pelos atuais municípios de Aparecida, Guaratinguetá, Lorena e Piquete. Para manter a produção e o cultivo nas várias fazendas, cresce concomitantemente a escravaria.

## Títulos
Recebeu o título de barão de Guaratinguetá em 2 de dezembro de 1854, de visconde em 10 de abril de 1867 e as honras de grandeza em 17 de maio de 1871, tendo sido o único titular de Guaratinguetá. Foi ainda grande dignitário da Imperial Ordem da Rosa e deputado da 11ª Legislatura do Império (1856/1857).
Casou com (1ª, 1 de novembro de 1826 Matriz de Guaratinguetá) Ana Silvéria Umbelina do Espírito Santo, com ascendência em Família Raposo Góis (Genealogia paulistana, Silva Leme). Depois casado com (2ª, 5 de junho de 1858 Guaratinguetá) Amélia Augusta Cazal, com quem teve sete filhos. Entre a viuvez e o segundo casamento, viveu maritalmente com Maria das Dores Cristina dos Santos, com três filhos. Ao falecer, estava com 16 filhos, 45 netos e 22 bisnetos.
Segundo Afonso Arinos de Melo Franco, foi o homem mais rico do Brasil em sua época, com monte-mor (herança) avaliado em mais de 0,5% do meio circulante brasileiro.